# Pietro Germi
Pietro Germi (Genua, 14 december 1914 – Rome, 5 december 1974) was een Italiaans filmregisseur.

## Biografie
Pietro Germi studeerde eerst een tijdlang aan de zeevaartschool van zijn geboortestad, voordat hij in Rome filmkunst ging studeren.
In 1941 trouwde hij met Anna Bancio in Genua en in 1947 werd zijn dochter Marialinda geboren in Genua. Na dit huwelijk trouwde hij met Olga d'Ajello, die hem zijn tweeling Francesco en Francesca en latere dochter Armellina zou schenken. Hij stierf in Rome op 5 december 1974 aan de gevolgen van hepatitis: zijn stoffelijk overschot rust naast die van zijn eerste vrouw Anna Bancio op het kleine kerkhof van Castel di Guido in de buurt van Rome.

## Filmografie
In 1946 regisseerde hij met Il testimone zijn eerste film. Germi was een grote bewonderaar van de Amerikaanse regisseur John Ford. Hij nam stijlkenmerken uit diens films over in zijn eigen oeuvre. In de jaren '50 draaide hij verschillende komedies, die zich doorgaans in de Siciliaanse onderklasse afspeelden. Met de film Divorzio all'italiana (1961) won hij de Oscar voor beste originele scenario. Zijn film Signore e signori (1965) won de Gouden Palm op het Filmfestival van Cannes.
- 1946: Il testimone
- 1947: Gioventù perduta
- 1948: In nome della legge
- 1950: Il cammino della speranza
- 1951: La città si difende
- 1952: La presidentessa
- 1952: Il brigante di Tacca del Lupo
- 1953: Gelosia
- 1954: Amori di mezzo secolo
- 1955: Il ferroviere
- 1957: L'uomo di paglia
- 1959: Un maledetto imbroglio
- 1961: Divorzio all'italiana
- 1963: Sedotta e abbandonata
- 1965: Signore e signori
- 1966: L'immorale
- 1968: Serafino
- 1970: Le castagne sono buone
- 1972: Alfredo, Alfredo